# تارگره
تارگره (به انگلیسی: Targarh) یک منطقهٔ مسکونی در پاکستان است که در پنجاب واقع شده‌است. تارگره ۱۹۷ متر بالاتر از سطح دریا واقع شده‌است.